# Hunter (cântec de Dido)
Hunter este cel de-al treilea single extras de pe albumul No Angel, al interpretei de origine engleză, Dido.